# ビッグ・ジョー・ターナー
ビッグ・ジョー・ターナー（Big Joe Turner、1911年5月18日 - 1985年11月24日）は、アメリカのブルース・シンガー。身長182cm、体重136キロという巨漢を活かして叫ぶ様に歌う、シャウト・ブルースというジャンルのブルースを作り上げた一人でもある。
彼の代表作、「シェイク・ラトル・アンド・ロール」はロックンロールの定番曲としてビル・ヘイリーを始め多数のアーティストにカバーされた。

## 来歴

### デビュー前
ミズーリ州カンザスシティ生まれ。4歳の時に父親が電車事故で亡くなる。教会の聖歌隊に所属し、音楽に興味を持ち始める。
14歳の時に学校を中退し、カンザスシティのクラブで歌手として働き始める。やがて彼は「歌うバーテンダー」として知られ始める。ブギウギ・ピアノの名手、ピート・ジョンソンと出会い、タッグを組む。
1938年、二人の活動に注目したジョン・ハモンドが、ターナーとジョンソンをニューヨークに呼び、「フロム・スピリチュアルズ・トゥ・スウィング (From Spirituals to Swing)」に出演させた。そこで彼らは「ロール・エム・ピート」を演奏し、大きな反響を生んだ。

### プロの道へ
1939年にはヴォカリオン・レコードと契約し、「チェリー・レッド」や「ウィー・ベイビー・ブルース」等を録音する。また、ビリー・ホリデイも出ていたニューヨークの「カフェ・ソサエティ」の常連出演者になる等、プロの道を歩み始める。
1940年、デッカ・レコードに移籍、「パイニー・ブラウン・ブルース」を録音する。ジョンソンとだけでなく、ウィリー・'ザ・ライオン'・スミスやフレディ・スラックス・トリオとも一緒にレコーディングした。
1945年に、ナショナル・レコードに移籍。「マイ・ギャルズ・ア・ジョッキー」「アラウンド・ザ・クロック」等を録音。また、アラディン・レコードから「ワイノニー・ハリス」とカップリングで「バトル・オブ・ザ・ブルース」が発売された。

### アトランティック・レコードとの出会い
1951年、カウント・ベイシー・オーケストラとアポロ・シアターで演奏している所をネスヒ、アーメット両名のアーティガン兄弟に注目され、アトランティック・レコードと契約を結ぶ。そこで彼は数々のヒットを飛ばす。
ヴァン・'ピアノ・マン'・ウォールズ・アンド・ヒズ・オーケストラとタッグを組み、アトランティックでのデビュー・シングル、「チェインズ・オブ・ラヴ」をリリース。R&Bチャートの2位というスマッシュ・ヒットを記録する。
1954年、チャールズ・カルホーン作の「シェイク・ラトル・アンド・ロール」がR&Bチャートの1位を記録する。黒人だけでなく、10代の白人にも受け入れられる大ヒットとなった。すぐさまビル・ヘイリーがカバーし7位を記録する。
デビュー当時からスウィングしてブルースを歌うスタイルは一貫して変えていない。そしてそれはアトランティックにおいても同じだった。その後も「フリップ・フロップ・アンド・フライ」「ハイド・アンド・シーク」等をヒットさせている。1956年発売の「コリーニ・コリーナ」では、ポップチャートの41位を記録する。
しかし、1958年発売の「ジャンプ・フォー・ジョイ」を境に、ターナーはヒットが出せなくなる。

### その後
ターナーは、アトランティックでの絶頂期を終えた後、1960年から1970年代までジャズ歌手に転向する。1966年、当時活動の拠点をアメリカ以外の国に移していたヘイリーが、ターナーをメキシコでスターにするために手助けもしている。
1983年、ターナーはブルースの殿堂入りを果たす。その2年後の1985年11月24日、心臓発作で死去する。74歳だった。
その2年後、ロックの殿堂のパフォーマー部門に認定される。

## シングル・ディスコグラフィー
アトランティック・レコード在籍時のみ記す。
| 発売年 | A面                           | B面                          | ポップ・チャート | R&Bチャート |
| ------ | ----------------------------- | ---------------------------- | ---------------- | ----------- |
| 1951年 | Chains Of Love                | After My Laughter Came Tears | -                | 2位         |
| 1951年 | The Chill Is On               | Bump, Miss Suzie             | -                | 3位         |
| 1952年 | Sweet Sixteen                 | I'll Never Stop Loving You   | -                | 3位         |
| 1952年 | Don't You Cry                 | Poor Lover's Blues           | -                | 5位         |
| 1953年 | Honey Hush                    | Crawdad Hole                 | -                | 1位         |
| 1954年 | TV Mama                       | Oke-She-Moke-She-Pop         | -                | 6位         |
| 1954年 | Shake, Rattle And Roll        | You Know I Love You          | -                | 1位         |
| 1954年 | Well, All Right               | Married Woman                | -                | 9位         |
| 1955年 | Flip, Flop And Fly            | Ti-Ri-Lee                    | -                | 2位         |
| 1955年 | Hide And Seek                 | Midnight Cannonball          | -                | 3位         |
| 1956年 | The Chicken And The Hawk      | Morning, Noon And Night      | -                | 7位         |
| 1956年 | Corrine, Corrina              | Boogie Woogie Country Girl   | 41位             | 2位         |
| 1956年 | Lipstick, Powder And Paint    | Rock A While                 | -                | 8位         |
| 1957年 | Midnight Special              | Feeling Happy                | -                | -           |
| 1957年 | Red Sails In The Sunset       | After A While                | -                | -           |
| 1957年 | Love Roller Coaster           | A World Of Trouble           | -                | 12位        |
| 1957年 | I Need A Girl                 | Trouble In Mind              | -                | -           |
| 1957年 | Teenage Letter                | Wee Baby Blues               | -                | -           |
| 1958年 | (I'm Gonna) Jump For Joy      | Blues In The Night           | -                | 15位        |
| 1959年 | Got You On My Mind            | Love, Oh, Careless Love      | -                | -           |
| 1959年 | Honey Hush (re-recording)     | Tomorrow Night               | 53位             | -           |
| 1960年 | Chains Of Love (re-recording) | My Little Honeydripper       | -                | -           |
| 1960年 | My Reason For Living          | Sweet Sue                    | -                | -           |